# Distretto di Yuyapichis
Il distretto di Yuyapichis è uno dei cinque distretti della provincia di Puerto Inca, in Perù. Si trova nella regione di Huánuco e si estende su una superficie di 1673 chilometri quadrati.